# والری بریسوف
والری یاکوفلویچ بریسوف (به انگلیسی: Valery Yakovlevich Bryusov; روسی: Вале́рий Я́ковлевич Брю́сов؛ IPA: [vɐˈlʲerʲɪj ˈjakəvlʲɪvʲɪtɕ ˈbrʲusəf] (); ۱۳ دسامبر ۱۸۷۳ – ۹ اکتبر ۱۹۲۴) شاعر و نثرنویس، نمایشنامه‌نویس، مترجم، منتقد و مورخ اهل امپراتوری روسیه و بعد اتحاد جماهیر شوروی بود. او یکی از اعضای اصلی جنبش نمادگرایی روسیه بود.